# تپه قلعه حسین‌آباد شاملو
تپه قلعه حسین‌آباد شاملو مربوط به دوران پیش از تاریخ ایران باستان تا دوران‌های تاریخی پس از اسلام است و در شهرستان ملایر، بخش جوکار، روستای حسین‌آباد شاملو واقع شده و این اثر در تاریخ ۲۲ مرداد ۱۳۸۴ با شمارهٔ ثبت ۱۳۳۵۷ به‌عنوان یکی از آثار ملی ایران به ثبت رسیده است.